# Alexandra Lucci
Pour les articles homonymes, voir Krief.
Alexandra Lucci, de son vrai nom Alexandra Krief, est une chanteuse française née en 1981.

## Biographie
Née en 1981, Alexandra Lucci chante depuis l'âge de 14 ans. Elle remporte la finale du télé-crochet Graines de star sur M6 à 16 ans.
Alors qu'elle suit des études universitaires de droit à Paris, elle les abandonne pour intégrer en 2001 la troupe de la comédie musicale Les Dix Commandements de Pascal Obispo et Élie Chouraqui. Elle y reprend le rôle de Néfertari aux côtés de Merwan Rim et Fabian Richard pendant deux ans. La troupe remporte un NRJ Music Awards du Groupe/duo francophone en 2001. Elle se produit ensuite avec ses compositions au Sentier des Halles.
Le 21 novembre 2003, l’interprète sort un single intitulé J'ai pas fait popstars.
En juin 2007, elle chante le titre Quand le printemps revient sur l'album de la bande originale de Bambi 2 des studios Disney.
Alexandra Lucci est notamment connue pour avoir chanté le générique du feuilleton télévisé allemand Le Destin de Lisa. Écrit par Axelle Renoir, ce titre atteint la 6e position des classements français et la 15e position des classements belges à l'été 2007,. Elle chante également la face B du single intitulée The Way She Is. Une compilation de la série de TF1 sort également.
Elle participe en 2013 à la deuxième saison de The Voice, la plus belle voix sur TF1 et intègre l'équipe de Florent Pagny. Elle est éliminée lors du 9e épisode appelé battles.
Alexandra, déjà maman d'une petite fille, attend son deuxième enfant prévu pour juin 2013.